# Kruisridder
Een kruisridder is de naam die werd gegeven aan de adellijke deelnemers aan de kruistochten. Zij namen "het kruis op" en droegen lange witte mantels met een opgenaaid kruis van rode, groene of zwarte stof.
Uit deze mantelkruizen en de verenigingen van kruisridders en hospitaalridders zijn de eerste ridderorden ontstaan.

## Gerelateerde onderwerpen
- Ridder
- Kruistocht
- Orde van de tempeliers
- Orde van Malta (Hospitaalridders)
- Duitse Orde
- Jeruzalem